# Kasper Moen Flatla
Kasper Moen Flatla (ur. 22 lutego 1999) – norweski kombinator norweski, medalista mistrzostw świata juniorów.
Kombinację norweską uprawia również jego młodsza siostra, Mille Moen Flatla.

## Kariera
Na międzynarodowej arenie, w zawodach indywidualnych, zadebiutował 7 stycznia 2017 w Høydalsmo, gdzie w zawodach Pucharu Kontynentalnego zajął trzydzieste dziewiąte miejsce. W 2017 roku wystąpił na mistrzostwach świata juniorów w Park City, gdzie zajął 31. miejsce indywidualnie oraz szóste miejsce w zawodach drużynowych. Jeszcze dwukrotnie startował na imprezach tego cyklu, najlepsze wyniki osiągając podczas MŚJ w Lahti w 2019 roku, gdzie w sztafecie wywalczył srebrny medal.
W Pucharze Świata zadebiutował 7 grudnia 2019 roku w Lillehammer, zajmując 19. miejsce w Gundersenie. Tym samym już w swoim debiucie wywalczył pierwsze pucharowe punkty.

## Osiągnięcia

### Mistrzostwa świata juniorów
| Miejsce | Dzień       | Rok  | Miejscowość | Konkurencja           | Wynik zwycięzcy | Strata  | Zwycięzca     |
| ------- | ----------- | ---- | ----------- | --------------------- | --------------- | ------- | ------------- |
| 31.     | 31 stycznia | 2017 | Park City   | Gundersen HS100/10 km | 25:54,5         | +2:39,5 | Arttu Mäkiaho |
| 6.      | 2 lutego    | 2017 | Park City   | Sztafeta HS100/4x5 km | 46:17,4         | +1:41,7 | Austria       |
| 29.     | 30 stycznia | 2018 | Kandersteg  | Gundersen HS106/10 km | 22:58,3         | +3:02,8 | Ondřej Pažout |
| 32.     | 3 lutego    | 2018 | Kandersteg  | Gundersen HS106/5 km  | 11:28,8         | +2:45,3 | Vid Vrhovnik  |
| 9.      | 23 stycznia | 2019 | Lahti       | Gundersen HS100/5 km  | 13:43,0         | +50,6   | Julian Schmid |
| 2.      | 25 stycznia | 2019 | Lahti       | Sztafeta HS100/4x5 km | 53:16,4         | +14,3   | Niemcy        |

### Puchar Świata

#### Miejsca w klasyfikacji generalnej
- sezon 2019/2020: 39.
- sezon 2020/2021: 46.
- sezon 2021/2022: 29.
- sezon 2022/2023: 39.
- sezon 2023/2024: 31.
- sezon 2024/2025: 36.

#### Miejsca na podium
Jak dotąd Flatla nie stawał na podium indywidualnych zawodów Pucharu Świata.

### Puchar Kontynentalny

#### Miejsca w klasyfikacji generalnej
- sezon 2016/2017: niesklasyfikowany
- sezon 2017/2018: niesklasyfikowany
- sezon 2018/2019: 69.
- sezon 2019/2020: 15.
- sezon 2020/2021: 22.
- sezon 2021/2022: 34.
- sezon 2022/2023: 7.
- sezon 2023/2024: 51.
- sezon 2024/2025: 7.

#### Miejsca na podium chronologicznie
| Nr | Data             | Miejscowość | Konkurencja              | Wynik zwycięzcy | Pozycja | Strata   | Zwycięzca      |
| -- | ---------------- | ----------- | ------------------------ | --------------- | ------- | -------- | -------------- |
| 1. | 8 marca 2020     | Lahti       | Gundersen HS130/10 km    | 25:42,1 min     | 2.      | +21,3 s  | Jakob Lange    |
| 2. | 7 lutego 2021    | Lahti       | Gundersen HS100/10 km    | 26:28,6 min     | 2.      | +10,1 s  | Lars Burås     |
| 3. | 17 stycznia 2025 | Eisenerz    | Gundersen HS109/10 km    | 25:48,1 min     | 1.      | -        | -              |
| 4. | 19 stycznia 2025 | Eisenerz    | Gundersen HS109/10 km    | 25:05,4 min     | 1.      | -        | -              |
| 5. | 25 stycznia 2025 | Schonach    | Start masowy HS100/10 km | 112,8 pkt       | 2.      | -3,0 pkt | Espen Andersen |

### Letnie Grand Prix

#### Miejsca w klasyfikacji generalnej
- 2018: (58.)[4]
- 2019: (54.)[5]
- 2021: nie brał udziału
- 2022: (48.)[6]
- 2023: (42.)[7]
- 2024: (47.)[8]

#### Miejsca na podium w zawodach
Jak dotąd Flatla nie stawał na podium indywidualnych zawodów LGP.